# Генрих I де Гранпре

Графство Гранпре на карте Франции XII века (восток Шампани)

Генрих I де Гранпре (фр. Henri I de Grandpré) (1094/1095—1148/1151) — граф де Гранпре примерно с 1097 года.

## Биография
Сын Генриха-Гезлена де Гранпре (1060/70-1097) и Ирментруды де Жу, поженившихся в 1093 или 1094 году.
В 1097 году наследовал отцу, умершему в Вердене по пути в крестовый поход. До совершеннолетия находился под опекой дяди — Ришара де Гранпре (ум. 1114), епископа Вердена с 1107.
В какое-то время (год не известен) император Генрих V назначил его voué (смотрителем) епископства Верден (сменил на этом посту графов Рено де Бар и Гильома Люксембургского). В этом качестве в 1124 году захватил город и изгнал епископа Генриха.
Не позднее 1134 года после смерти Сибиллы, дочери Роже — графа Порсьена, как родственник унаследовал часть её владений, из которых была сформирована сеньория Шато-Порсьен. Остальную часть (Шомон-Порсьен) получила Елизавета Намюрская — дочь Сибиллы.
В 1135 году был одним из основателей аббатства Синьи (Signy).
Генрих умер между 1148 и 1151 годами.
Жена (свадьба ок. 1125) — Беатрикс де Жуанвиль (ок. 1110 — после 1140), дочь Роже де Жуанвиля и Алдеарды де Виньори. Дети:
- Генрих II Вафлар (1126—1179), граф де Гранпре,
- Жоффруа (ум. после 1179), сеньор де Шато-Порсьен и де Балам,
- Бартелеми (ум. после 1172),
- Рено (ум. после 1176), сеньор де Сомпи,
- Роберт, архидеакон в Шалоне (1150—1163),
- две или три дочери.